# خنفساء القلف وحيدة الشوكة
خنفساء القلف وحيدة الشوكة أو حفار شجر تنوب دوغلاس (الاسم العلمي: Scolytus unispinosus) (بالإنجليزية: Douglas-fir engraver, scolyte sculpteur du Douglas)‏، هي نوع من الحشرات يتبع جنس خنفساء القلف من فصيلة السوسية الحقيقية.